# 三賢堂

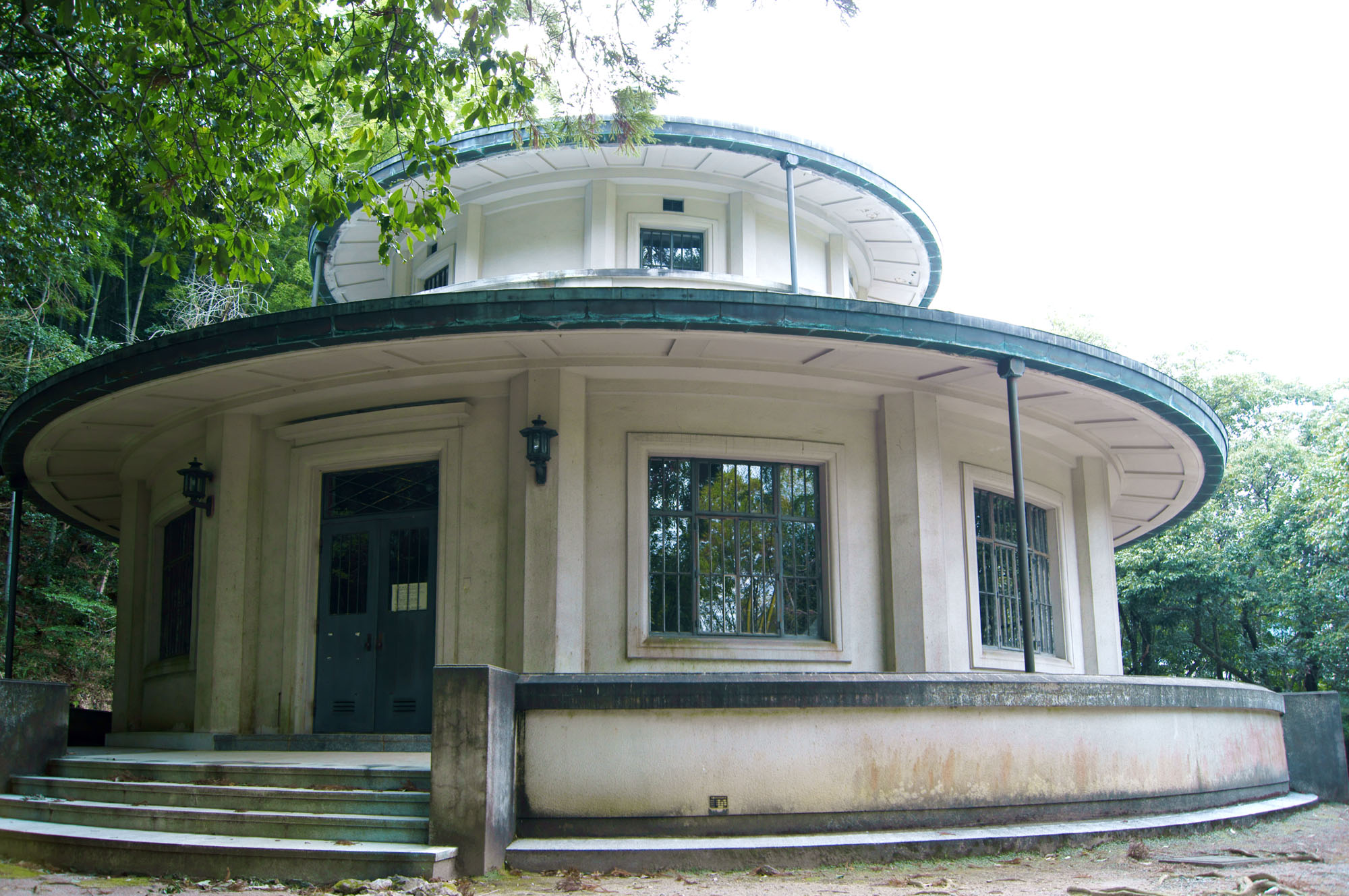
三賢堂の外観

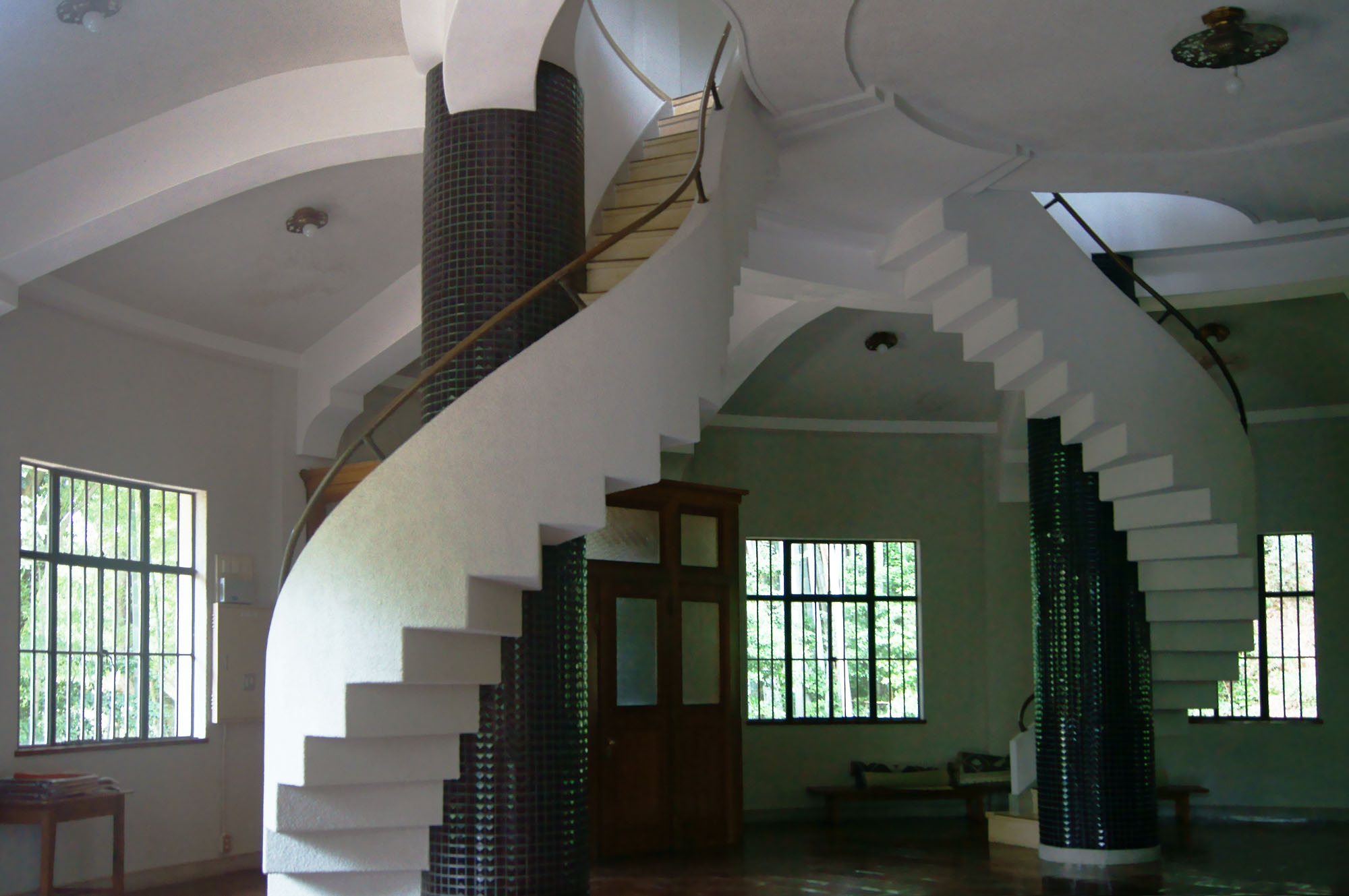
三賢堂の内部

三賢堂（さんけんどう）は、熊本県熊本市西区島崎にある円形建築物。熊本出身の政治家安達謙蔵により、熊本市民のための精神修養施設として1936年（昭和11年）に建てられた。堂内には肥後の三賢人として、それぞれ彫刻家の田島亀彦・朝倉文夫・長谷秀雄が制作した菊池武時・加藤清正・細川重賢の像が安置されているほか、一対の螺旋階段が配されている。なお、安達は三賢堂を建立する前の1933年（昭和8年）には、横浜市に同じく精神修養を目的にした八聖殿（現・横浜市八聖殿郷土資料館）を設置している。
三賢堂の敷地内には、安達謙蔵の旧居である源泉荘と書斎であった備於斉（びおうさい）があり、また釣耕園の庭園と繋がっている。現在は熊本市が管理しており、熊本市民であれば、三賢堂、源泉荘、備於斉の各施設が許可申請のもと有料で利用できる。

## 肥後の三賢人
三賢堂内に安置されている肥後の三賢人の像は以下の通り。

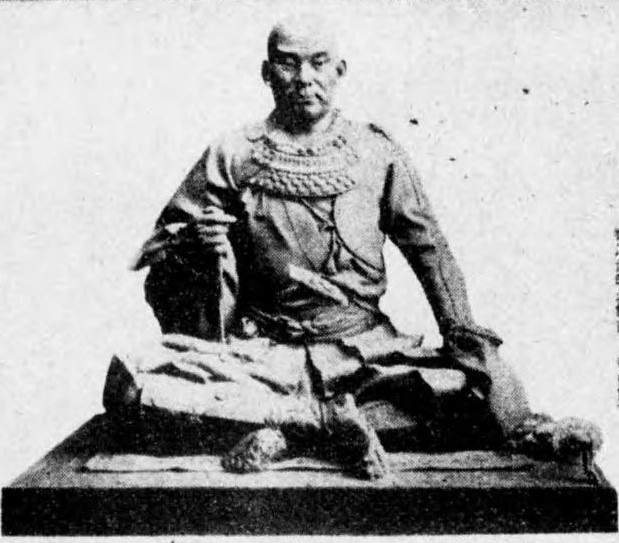
菊池武時像（田島亀彦作）
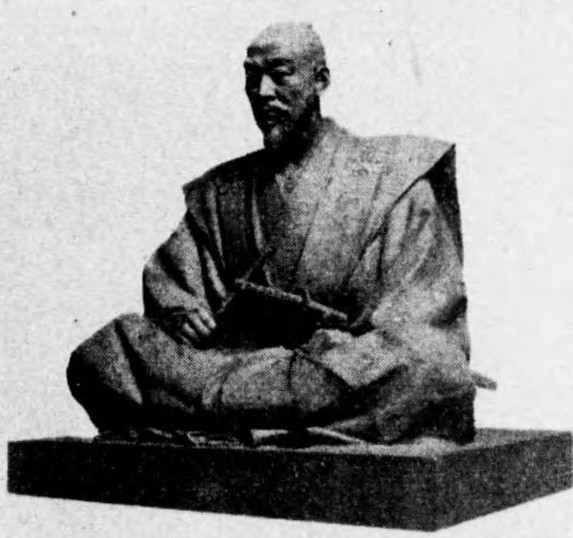
加藤清正像（朝倉文夫作）
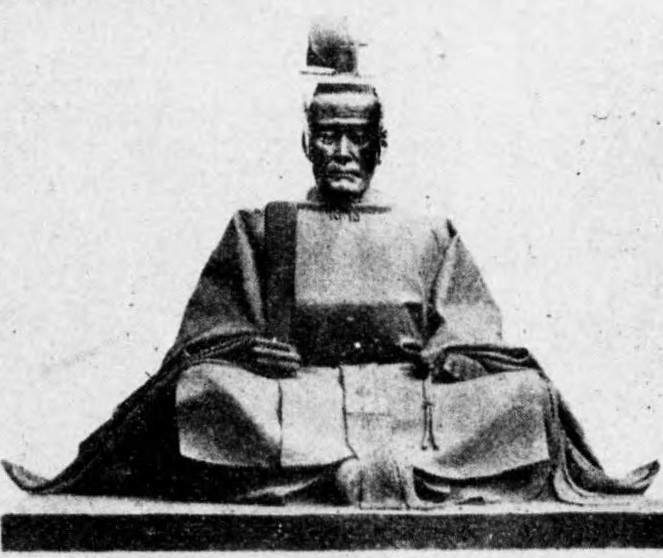
細川重賢像（長谷秀雄作）

## 交通
- 熊本都市バス　荒尾橋行き乗車 三賢堂前下車

## 周辺施設
- 釣耕園
- 叢桂園
- 岳林寺